# Oliarus priola
Oliarus priola är en insektsart som beskrevs av Ronald Gordon Fennah 1973. Oliarus priola ingår i släktet Oliarus och familjen kilstritar. Inga underarter finns listade i Catalogue of Life.